# Parti bavarois
Le Parti bavarois ou Parti de la Bavière (Bayernpartei, BP) est un parti politique indépendantiste bavarois créé en octobre 1946. Le but principal du BP est un royaume de Bavière indépendant de la République fédérale d’Allemagne. Il exige aussi un droit de cogestion plus fort au niveau européen et international.

Bayernpartei Parti bavarois

Représenté au Bundestag de 1949 à 1953 et au Landtag de Bavière jusqu’en 1966, il ne constitue plus qu’une force négligeable dans la vie politique locale depuis les années 1960.

## Histoire
En novembre 1945, un groupe d’indépendantistes bavarois réunis autour de Ludwig Max Lallinger créent l’Union démocratique bavaroise (Bayerische Demokratische Union). 
Le parti n’ayant pas obtenu l’agrément des autorités d’occupation américaines, Lallinger et Jakob Fischbacher fondent le 28 octobre 1946 le Parti de la Bavière, à tendance fortement régionaliste sinon indépendantiste. Le parti, renforcé par des transfuges de l’Union chrétienne-sociale en Bavière (CSU) et les partisans du retour des Wittelsbach, compte bientôt une dizaine de milliers de membres et est présent dans tout le Land, en particulier dans les milieux ruraux et la classe moyenne. Alois Baumgartner, un ancien de la CSU, en prend la tête.
Le programme du parti, adopté en 1949, est d’orientation autonomiste, catholique traditionaliste, corporatiste, monarchiste et antisocialiste. Ceci le place dans une rude concurrence avec la CSU, dont les valeurs sont très proches sauf sur le degré d’autonomie réclamé.
Lors des élections fédérales de 1949, le Parti remporte 20,9 % des voix en Bavière et obtient dix-sept siège au Bundestag.
Le Parti commence alors son long déclin. Il connaît des tensions internes autour de la question du particularisme et du catholicisme. Mais surtout, l’obligation d’obtenir 5 % des voix au niveau fédéral et non plus au niveau du Land lors des élections fédérales va constituer un handicap insurmontable : bien qu’allié au Zentrum lors des élections de 1957, il ne peut entrer au Bundestag. Il perd également du terrain lors des élections du Landtag, avec 13,2 % en 1954, et finalement 4,8 % en 1962 et 3,4 % en 1966, après avoir refusé une alliance avec la CSU, devenue le parti dominant de la vie politique du Land.

Bavière Élections 2013 - Résultats Parti bavarois